# Richard Garwin

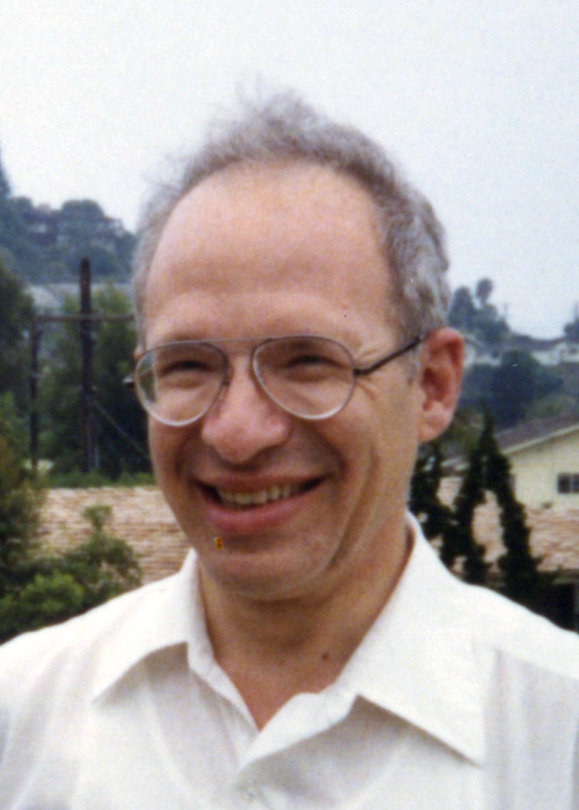
Richard Garwin (1980)

Richard Lawrence Garwin (* 19. April 1928 in Cleveland, Ohio; † 13. Mai 2025 in Scarsdale, New York) war ein US-amerikanischer Experimentalphysiker und wichtiger wissenschaftlicher Berater der US-Regierung.

## Leben
Garwins Vater war Elektroingenieur und arbeitete als Lehrer an einer technischen Schule und abends als Filmvorführer. Dabei reparierte er auch bald Filmvorführgeräte, Verstärker und Lautsprecher, wobei ihm sein Sohn half, der schon früh ein Elektronik-Bastler und Experte war. Garwin studierte ab 16 Jahren am Case Institute of Technology in Cleveland (Bachelor 1947), wobei er nachts als Filmvorführer arbeitete. Danach ging er an die University of Chicago, wo Enrico Fermi eine große Gruppe brillanter (Graduate) Studenten um sich gesammelt hatte, viele noch mit Erfahrungen aus dem Manhattan-Projekt der Kriegsjahre. In Chicago wurde mit Chicago Pile 1 der erste Kernreaktor kritisch. Garwin schnitt in den notorisch schwierigen Prüfungen zur Zulassung ins Graduate Program mit Bestnoten ab. Er entwickelte bei Fermi Computer für quantenmechanische Rechnungen und einen Koinzidenzdetektor. Garwin promovierte 1949, also mit erst 21 Jahren. Garwin blieb weitere drei Jahre in Chicago, entwickelte u. a. Blasenkammern, bevor er 1952 an die IBM-Laboratorien ging. Ein Motiv war, dass er nicht gern in großen Experimentatorengruppen arbeitete, die schon damals begannen, die Beschleuniger-Physik zu dominieren.  In den Laboren des Forschungskomplexes Los Alamos konzipierte  Garwin in "Nebentätigkeit" im Sommer 1951 innerhalb weniger Wochen den Plan für eine Wasserstoffbombe. Ein Drittel seiner Zeit erlaubte ihm IBM, sich Themen der nationalen Verteidigung zu widmen. Er blieb dort ab 1967 als Fellow im „Thomas J. Watson Research Center“ in Yorktown Heights, New York bis zu seiner Emeritierung 1993, wobei er nebenbei noch Adjunct Professor an der Columbia University und später an der „Kennedy School of Government“ an der Harvard University war. Er war auch Direktor des Watson Research Center – vermied aber ansonsten zu große bürokratische Belastung – und dessen „Director of Applied Research“.
Garwin war seit der Eisenhower-Ära in den frühen 1950er Jahren Regierungsberater in Fragen militärischer Technologie und Abrüstung, aber auch z. B. im Gesundheitssystem und für zivile Luftfahrt – beispielsweise war er als Mitglied eines Beratungskomitees unter Präsident Richard Nixon verantwortlich dafür, dass keinerlei Anstrengungen mehr in die Entwicklung von Überschall-Verkehrsflugzeugen unternommen wurden. 1958 schlug Garwin die Nutzung des Strahlungsdrucks der Sonne für den Antrieb von Raumschiffen mit Hilfe von Sonnensegeln vor. 1962 bis 1965 und 1969 bis 1972 war er Mitglied des „Science Advisory Committee“ des US-Präsidenten und 1966 bis 1969 des Defense Science Board. Er war in der wissenschaftlichen Beratergruppe des „Joint Strategic Target Planning Staff“ des US-Militärs und war 1998 in der „Rumsfeld-Kommission“, die die Bedrohung der USA durch Interkontinentalraketen beurteilen sollte. 1993 bis 2001 war er Vorsitzender der Beratungskommission für Abrüstung und Nichtverbreitung von Kernwaffen des Außenministeriums der Vereinigten Staaten. Von 1994 bis 2004 war er „Philip D. Reed Senior Fellow for Science and Technology“ am Council on Foreign Relations in New York City, dessen Mitglied er war. Er war häufig vor Kongressausschüssen als Experte zu den unterschiedlichsten Themen (Nationale Sicherheit, Energiepolitik, Verkehrspolitik usw.). Er war langjähriges Mitglied der Pugwash-Konferenzen (und Mitglied ihres Rates) und der JASON Defense Advisory Group. 1977 bis 1985 war er im Rat des International Institute for Strategic Studies in London.
Garwin war als Pugwash-Mitglied ein Befürworter der Abrüstung und der Nichtverbreitung von Kernwaffen. Beispielsweise war er einer der Verantwortlichen „hinter den Kulissen“ für die Atomteststop-Abkommen und in den 1980er Jahren sehr skeptisch gegenüber dem „Star-Wars-Programm“ (Raketenabwehr aus dem Weltall) von Präsident Ronald Reagan. 2006 sah er eine 50 % Wahrscheinlichkeit voraus, das Terroristen in den nächsten fünf Jahren einen nuklearen Sprengsatz in einer US-Großstadt zünden könnten.
Garwin hat über 500 Arbeiten veröffentlicht, schrieb zahlreiche Bücher und hielt 45 Patente. Er war Mitglied der American Physical Society, des IEEE, der American Academy of Arts and Sciences (1969), der American Philosophical Society (1979), der National Academy of Sciences (in deren Rat er 2002 wiedergewählt wurde), der National Academy of Engineering (1978) und der American Philosophical Society. 1976 erhielt er den Leo Szilard Award, 1983 den Wright-Preis für interdisziplinäre Forschung und 1991 den „Science and Peace“-Preis in Erice. 1996 erhielt er den Enrico-Fermi-Preis, 1996 den „R.V.Jones Foreign Intelligence Award“ und 2003 die National Medal of Science der USA. 2002 erhielt er die Grande médaille de l’Académie des sciences. 2016 zeichnete ihn Präsident Barack Obama mit der Presidential Medal of Freedom aus. Für 2023 wurde Garwin der Vannevar Bush Award zugesprochen. Im Mai 2025 starb Richard Garwin im Alter von 97 Jahren in Scarsdale, New York.

## Werk

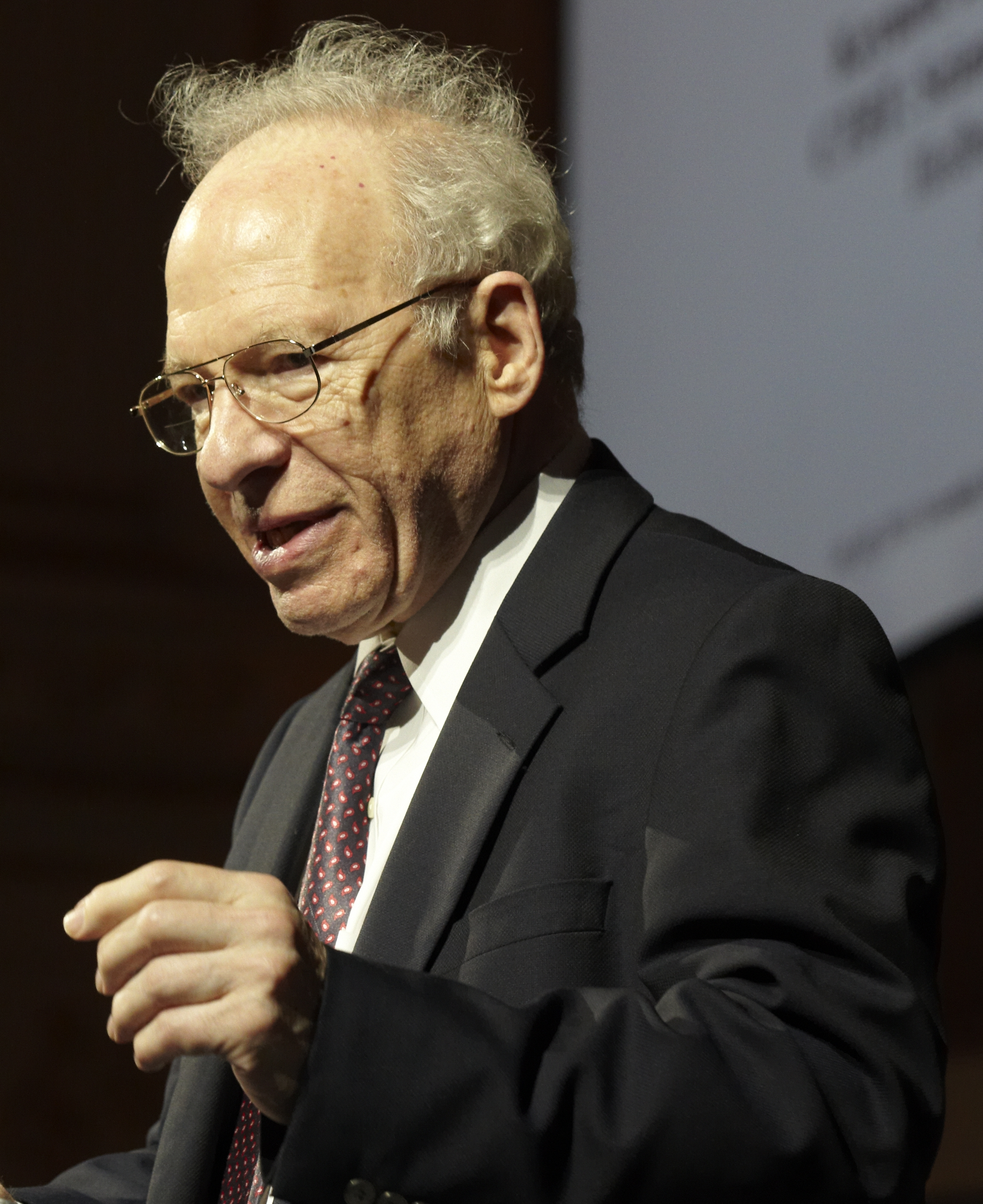
Garwin 2011

Garwin ist bekannt für seine frühen Experimente zur Beobachtung der Paritätsverletzung der schwachen Wechselwirkung, die er 1957 mit Leon Max Lederman und Marcel Weinrich ausführte, in Konkurrenz zu gleichzeitigen Experimenten Valentine Telegdis und C. S. Wus. Telegdi berichtet in seinen Erinnerungen, dass Garwin, den er als Experimentator auf eine Stufe mit dem Theoretiker Murray Gell-Mann stellt (beide ebenfalls Mitte der 1950er Kollegen aus Chicago), eine Bemerkung über die Möglichkeit eines solchen Experiments von Lederman in einem Restaurant aufschnappte und sich sofort an die Ausführung machte, wobei die von ihm an das Experiment adaptierte elektronische Apparatur ihrer Gruppe sofort einen großen Vorsprung verschaffte. 1959/60 war er mit Telegdi am CERN an dem Experiment zur genauen Messung des anomalen magnetischen Moments des Myons beteiligt. Mit den Messergebnissen konnte eine wichtige Vorhersage der Quantenelektrodynamik bestätigt werden.
Daneben arbeitete er auch an Kernwaffen der USA. Schon ab 1950 war er in Begleitung von Fermi in Los Alamos, der ihn selbst aber nicht zur Beteiligung am Projekt der Wasserstoffbombe ermunterte. Edward Teller, ebenfalls ein ehemaliger Kollege von der Universität Chicago, holte Garwin 1951, um das Teller-Ulam-Design für die Wasserstoffbombe zu testen. Garwin hatte durch seine Arbeit an Teilchendetektoren mit Kammern aus flüssigem Wasserstoff in Chicago die bestmögliche Expertise dafür und war nach Teller der Hauptkonstrukteur der ersten gezündeten Wasserstoffbombe („Mike-Test“ 1952). Für den Bau der Wasserstoffbombe waren damals große Behälter mit flüssigem, gekühltem Wasserstoff nötig und Garwin war außerdem Elektronikexperte. Im Sommer 1951 befragte Garwin dazu Experten der verschiedensten Gebiete in Los Alamos und entwickelte daraus, bevor er im Herbst wieder nach Chicago zurückkehrte, das „harte“ Designkonzept, das dann weiter ausgearbeitet wurde. Garwin war auch am Corona-Projekt der US-Spionagesatelliten in den 1960er Jahren beteiligt. Bei der 40-Jahr-Feier des National Reconnaissance Office (NRO) wurde er als einer der zehn Gründer des Spionagesatellitensystems der USA geehrt.
Garwin – der eine schnelle Berechnungsmöglichkeit für die Fouriertransformation dringend in Anwendungen benötigte – spielte auch eine Rolle bei der Entwicklung der Schnellen Fourier-Transformation durch James Cooley und John W. Tukey 1963 bei IBM.

## Erfindungen
Garwin war unter anderem an der Entwicklung der Laserdrucker, Tintenstrahldrucker und dem Touchscreen bei IBM in den 1970er Jahren entscheidend beteiligt.

## Schriften (Auswahl)
- mit Georges Charpak: Megawatts and Megatons – a turning point in the nuclear age? Random House 2001 (erweiterte Fassung des französischen Feux Follets et Champignons Nucleaires. 1997)
- Nuclear Weapons and World Politics. 1977
- Nuclear Power Issues and Choices. 1977
- Energy. The Next Twenty Years. 1979
- Science Advice to the President. 1980
- Managing the Plutonium Surplus. Applications and Technical Options. 1994
- mit Georges Charpak, Venance Journe: De Tchernobyl en tchernobyls. 2005